# Koch-Agatch
Koch-Agatch (en altaï méridional : Кош-Агаш, Koş-Agaş, en kazakh : Қосағаш (Qosağaş), en russe : Кош-Ага́ч) est une commune rurale et un village de montagne du sud-est de la république de l'Altaï en fédération de Russie qui est le chef-lieu administratif du raïon de Koch-Agatch.

## Toponymie
Selon le Dictionnaire toponymique des monts Altaï, publié par T.O. Moltchanova en 1979, son nom provient du kazakh Koch-Agatch et signifie « paire d'arbres »; Kos-Agatch dans cette même langue signifie « rideau d'arbres » selon I.S. Tenguerekov dans son ouvrage paru en 1987.

## Géographie

### Situation

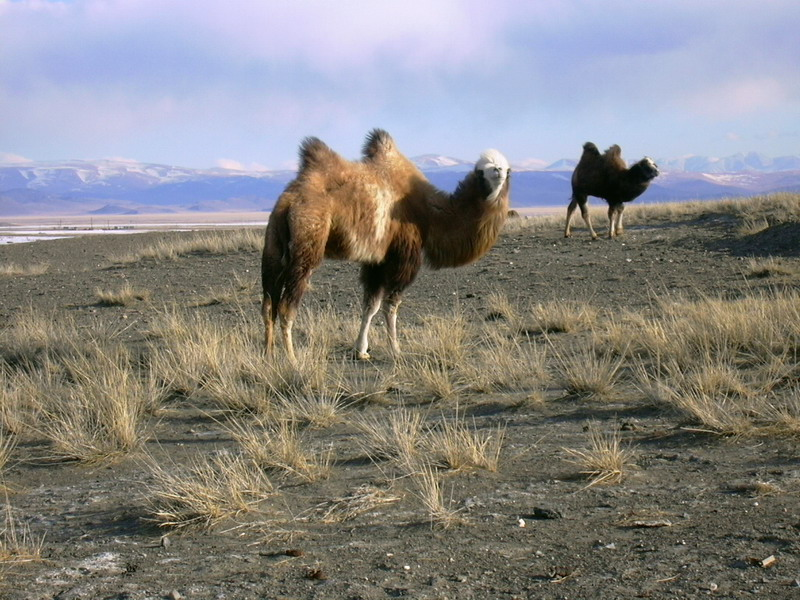
Chameaux dans la steppe de Tchouïa aux abords de Koch-Agatch

Koch-Agatch se trouve dans la haute steppe de la Tchouïa, nommée d'après la Tchouïa, affluent droit du Katoun. Il est à environ 200 km à vol d'oiseau au sud-est de la capitale de la république de l'Altaï, Gorno-Altaïsk et à une soixantaine de kilomètres de la frontière russo-mongole. L'endroit autour de Koch-Agatch est l'un des plus secs de Russie et le plus froid de l'Altaï en hiver, puisque l'on y a relevé des températures minimales de −62 °C.
Au sud-est de Koch-Agatch débute la zone frontalière; il est donc obligatoire d'obtenir un laissez-passer spécial pour y entrer. Les citoyens russes peuvent se le procurer à Gorno-Altaïsk, à Aktach ou à Koch-Agatch même, sur présentation de leur passeport en une vingtaine de minutes (bureaux fermés le dimanche). Les citoyens étrangers doivent en faire la demande deux mois à l'avance, et seulement à Aktach. On ne donne pas de laissez-passer aux étrangers ailleurs qu'à Aktach.

### Localités limitrophes
Les localités les plus proches sont Telenguit-Sortogoï à 6 km au nord-est, Ortolyk à 10 km au nord-ouest, Moukhor-Tarkhata à 9 km à l'ouest-ouest-sud, Novy-Beltir à 8 km au sud-sud-est et Tobeler  à 11 km au sud-est.
| Ortolyk          |             | Telenguit-Sortogoï |
| Moukhor-Tarkhata | Koch-Agatch |                    |
|                  | Novy-Beltir | Tobeler            |

### Climat
Pour un article plus général, voir Climat de la république de l'Altaï.
La situation de Koch-Agatch dans la steppe de la Tchouïa, bassin intermontagnard, entraîne un climat particulièrement rude, avec des températures inhabituellement basses pour la république. D'ailleurs, Koch-Agatch est l'endroit le plus froid des montagnes du sud de la Sibérie.
| Mois                                                | jan.       | fév.       | mars       | avril     | mai        | juin      | jui.      | août      | sep.       | oct.       | nov.       | déc.       | année      |
| --------------------------------------------------- | ---------- | ---------- | ---------- | --------- | ---------- | --------- | --------- | --------- | ---------- | ---------- | ---------- | ---------- | ---------- |
| Température minimale moyenne (°C)                   | −32,1      | −28,5      | −17        | −5,3      | 0,6        | 6,7       | 9,1       | 6,4       | −0,4       | −8,3       | −19,8      | −28,5      | −9,8       |
| Température moyenne (°C)                            | −27,3      | −22,6      | −10,5      | 1         | 7,4        | 13,5      | 15,3      | 13,1      | 6,6        | −2,2       | −14,7      | −24        | −3,7       |
| Température maximale moyenne (°C)                   | −20,6      | −14,6      | −2,9       | 8,2       | 14,6       | 20,7      | 22,4      | 20,4      | 14,1       | 4,9        | −8,2       | −17,8      | 3,4        |
| Record de froid (°C) date du record                 | −55,1 1940 | −50,9 1936 | −47,9 1936 | −34 1939  | −13,8 1946 | −6,5 1942 | −2,2 1940 | −6,2 1938 | −23,9 1968 | −32,3 1940 | −46,7 1954 | −51,2 1947 | −55,1 1940 |
| Record de chaleur (°C) date du record               | 1,5 1979   | 4,3 1998   | 14,9 1977  | 24,9 2018 | 28,2 2004  | 30,6 2012 | 33,2 2004 | 31,2 1972 | 27,3 2014  | 19,4 1990  | 8,9 1963   | 2,9 1989   | 33,2 2004  |
| Ensoleillement (h)                                  | 148        | 184        | 248        | 277       | 309        | 302       | 298       | 294       | 259        | 213        | 152        | 127        | 2 811      |
| Précipitations (mm)                                 | 3          | 1          | 1          | 4         | 9          | 22        | 35        | 28        | 7          | 5          | 6          | 3          | 124        |
| Précipitations les plus basses (mm) année du record | 0 1970     | 0 1949     | 0 1935     | 0 1934    | 0 1990     | 0,8 1947  | 2 1974    | 2 1985    | 0 1949     | 0 1947     | 0 1943     | 0 1948     | 76 1949    |
| Précipitations les plus hautes (mm) année du record | 17 1960    | 18 1973    | 28 1974    | 22 2023   | 38 2020    | 61 1975   | 82 2007   | 106 1973  | 46 1975    | 14 2010    | 24 2015    | 29 1937    | 294 1973   |
| Record de pluie en 24 h (mm) date du record         | 9 1973     | 8 1976     | 28 1974    | 20 2023   | 26 2020    | 51 1975   | 39 1987   | 33 1973   | 37 1975    | 10 1969    | 17 1968    | 13 2023    | 51 1975    |

| Diagramme climatique                                  |             |          |          |          |           |           |           |           |          |            |             |
| J                                                     | F           | M        | A        | M        | J         | J         | A         | S         | O        | N          | D           |
| −20,6−32,13                                           | −14,6−28,51 | −2,9−171 | 8,2−5,34 | 14,60,69 | 20,76,722 | 22,49,135 | 20,46,428 | 14,1−0,47 | 4,9−8,35 | −8,2−19,86 | −17,8−28,53 |
| Moyennes : • Temp. maxi et mini °C • Précipitation mm |             |          |          |          |           |           |           |           |          |            |             |

### Topographie
La commune de Koch-Agatch se distingue par ses paysages exotiques, qui présentent plus de similitudes avec les territoires voisins de la Mongolie qu'avec les autres régions de la république de l'Altaï. Le territoire de la commune est une steppe semi-désertique située à environ 2 000 m d'altitude au-dessus du niveau de la mer.Plus précisément, la commune se trouve dans la steppe de la Tchouïa, un grand bassin intermontagnard d'une superficie d'environ 1 500 km2.  Koch-Agatch se situe dans les endroits les plus bas de la steppe, son altitude étant de 1 758 m.

## Urbanisme

### Occupation des sols
L'occupation des sols est, selon le plan général de Koch-Agatch, la suivante,:
| Année                                            |                                                  | 2018 (ha) | %     |
| ------------------------------------------------ | ------------------------------------------------ | --------- | ----- |
| Zones résidentielles                             | Zones résidentielles                             | 1110,40   | 47,11 |
|                                                  | Maisons individuelles                            | 1109,52   | 47,07 |
|                                                  | Bâtiments de faible hauteur                      | 0,88      | 0,04  |
| Zones publiques et commerciales                  | Zones publiques et commerciales                  | 215,25    | 9,13  |
| Zones d'infrastructures d'ingénierie             | Zones d'infrastructures d'ingénierie             | 20,45     | 0,87  |
| Zones d'infrastructures de transport             | Zones d'infrastructures de transport             | 326,45    | 13,85 |
| Zones de production, Zones communale et entrepôt | Zones de production, Zones communale et entrepôt | 42,13     | 1,79  |
| Zones de production des entreprises agricoles    | Zones de production des entreprises agricoles    | 2,75      | 0,12  |
| Zones de loisirs                                 | Zones de loisirs                                 | 118,17    | 5,01  |
| Zones d'espaces publics verts                    | Zones d'espaces publics verts                    | 0         | 0     |
| Cimetières                                       | Cimetières                                       | 1,57      | 0,07  |
| Zones d'espaces réglementés                      | Zones d'espaces réglementés                      | 16,07     | 0,68  |
| Zone d'espaces verts à des fins spéciales        | Zone d'espaces verts à des fins spéciales        | 24,49     | 1,04  |
| Espaces aquatiques                               | Espaces aquatiques                               | 203,0     | 8,61  |
| Espaces naturels et autres                       | Espaces naturels et autres                       | 270,0     | 11,46 |
| Total                                            | Total                                            | 2357,00   | 100   |

### Risques naturels
La sismicité du territoire de la république de l'Altaï correspond à 8 à 10 points sur l'échelle Medvedev-Sponheuer-Karnik, avec un temps de récurrence des séismes d'une telle magnitude qui est de 500 ans. Selon l'échelle macrosismique européenne, les territoires de haute montagne de la république de l'Altaï, dont fait partie Koch-Agatch, ont une intensité sismique calculée de 9 à 10 points.

## Historique
Koch-Agatch a été fondé en 1801 sur la route commerciale de la Mongolie et devient un marché pour les produits provenant de l'Empire de Chine à laquelle la Mongolie voisine appartint, jusque dans les années 1880. Le village se développe surtout dans les années 1820-1840 grâce aux marchands russes, devenant un important centre commercial dans le sud des montagnes de l'Altaï. Le village était le dernier point où l'on pouvait entreposer les marchandises qui allaient ensuite vers la Mongolie et la Chine.

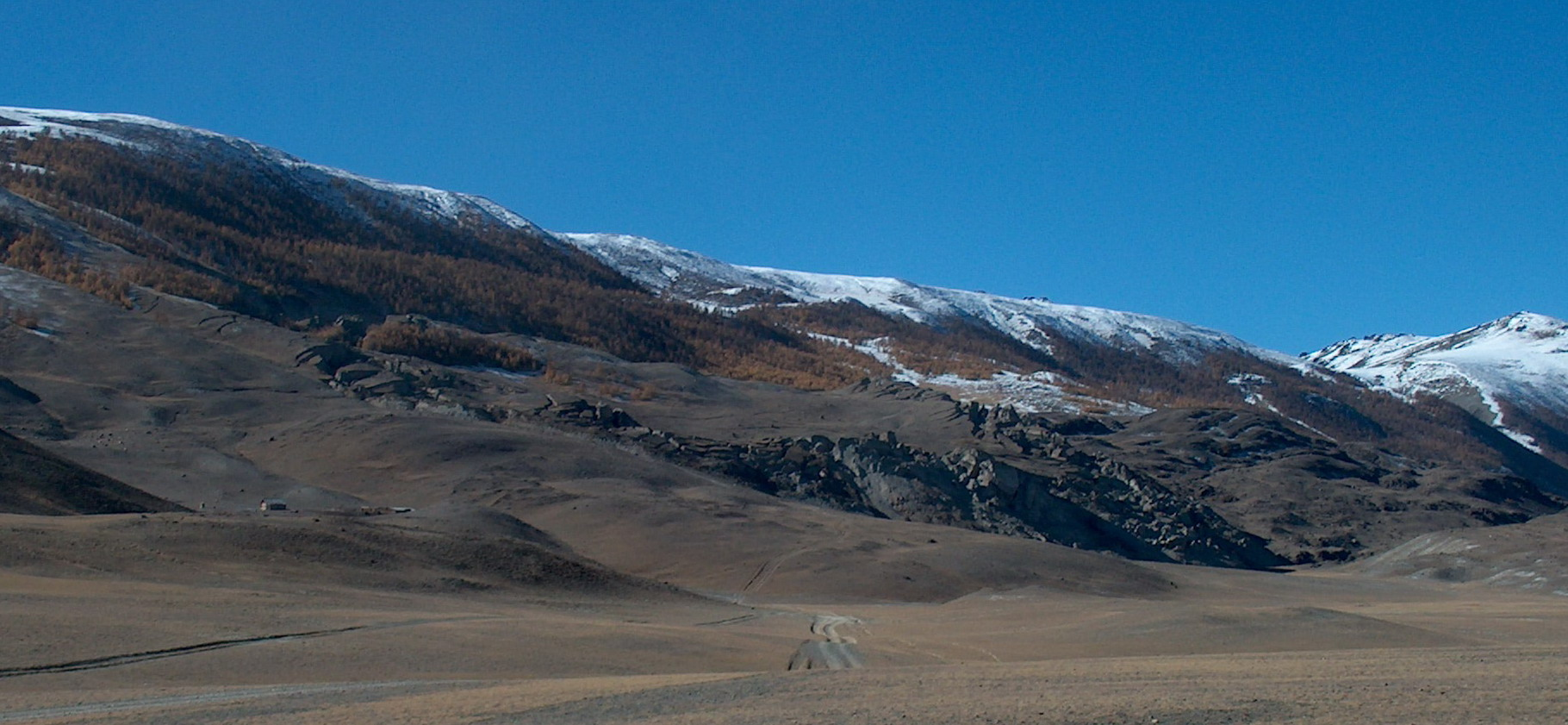
Fissures provoquées par le tremblement de terre de 2003, dans la vallée de la Taldoura, dépendant du raïon de Koch-Agatch

Le village de Koch-Agatch, ses infrastructures et les hameaux environnants ont été victimes d'un tremblement de terre (de magnitude 7,3) le 27 septembre 2003. L'épicentre se trouvait à cinquante kilomètres. Une centaine de maisons ont été détruites et plus de deux mille endommagées. Il n'y a eu que peu de morts, grâce à la construction en bois des maisons.
Le village possède une mosquée et une église orthodoxe dédiée aux apôtres Pierre et Paul.

## Population
Recensements (*) ou estimations de la population,:
| 1882 | 1893 | 1897* | 1904 | 1924 | 1939* |
| ---- | ---- | ----- | ---- | ---- | ----- |
| 4    | 19   | 57    | 39   | 735  | 1 362 |

| 1959* | 1970* | 1979* | 1989* | 2002* | 2010* |
| ----- | ----- | ----- | ----- | ----- | ----- |
| 1 655 | 1 865 | 2 553 | 3 501 | 5 701 | 7 900 |

| 2012  | 2013  | 2014  | 2015  | 2016  | 2017  |
| ----- | ----- | ----- | ----- | ----- | ----- |
| 8 214 | 8 325 | 8 633 | 9 004 | 9 212 | 9 469 |

| 2018  | 2019  | 2020   | 2021*  | 2022   | 2023  |
| ----- | ----- | ------ | ------ | ------ | ----- |
| 9 719 | 9 819 | 10 061 | 10 297 | 10 545 | 8 541 |

## Économie

### Emplois
| Répartition                                   | 2017 | %     |
| --------------------------------------------- | ---- | ----- |
| Agriculture                                   | 106  | 4,09  |
| Industrie                                     | 213  | 8,22  |
| Transport et communications                   | 242  | 9,34  |
| Construction                                  | 300  | 11,58 |
| Sciences, éducation, culture                  | 107  | 4,13  |
| Entreprises à vocation spéciale               | 81   | 3,13  |
| Organismes de gestion, activités immobilières | 297  | 11,47 |
| Établissements de santé et services sociaux   | 100  | 3,86  |
| Services                                      | 1094 | 42,24 |
| Autres                                        | 50   | 1,93  |
| Total                                         | 2590 | 100   |

### Entreprises
Les entreprises se répartissent dans les divers secteurs économiques comme suit,:
| Répartition                                                   | 2017 |
| ------------------------------------------------------------- | ---- |
| Agriculture                                                   | 2    |
| Industrie                                                     | 9    |
| Transport et communications                                   | 6    |
| Construction                                                  | 1    |
| Entreprises à vocation spéciale                               | 3    |
| Organismes de gestion, activités immobilières                 | 10   |
| Institutions éducatives et culturelles d'importance régionale | 4    |
| Santé et services sociaux                                     | 2    |
| Services                                                      | 5    |
| Autres                                                        | 7    |
| Total                                                         | 49   |

## Tourisme
Koch-Agatch est le point de départ d'excursions dans le Haut-Altaï et notamment vers son sommet de presque 4 000 mètres, le Tchouïa-Kamm méridional. La région est riche de kourganes. Ainsi on a découvert en 1993 la momie bien conservée d'une femme, dite « la princesse d'Oukok », au sud du Tchouïa-Kamm méridional sur le plateau de l'Oukok qui mène à la frontière chinoise. Cette momie date d'environ 2 500 ans, à l'époque de la culture de Pazyryk.
On a découvert également des fresques rupestres à dix kilomètres du village en direction de Tachanta qui  est le dernier village avant la frontière russo-mongole.
Le village possède quelques petits hôtels et deux distributeurs automatiques de billets de banque (aux filiales des banques: Sberbank et Rosselkhozbank).

## Culture locale et patrimoine

### Objets du patrimoine culturel
La ville possède 3 objets patrimoniaux culturels, tous classés d'importance régionale, qui sont les suivants :
| N° | Image | Bâtiment                                                      | Importance | Adresse                  | Date de construction | Date de classement | Notice et numéro d'enregistrement |
| -- | ----- | ------------------------------------------------------------- | ---------- | ------------------------ | -------------------- | ------------------ | --------------------------------- |
| 1  |       | Fosse commune des agents de sécurité et des gardes-frontières | régionale  | no 17a rue Naberjenaïa   | 1972                 | 1989               | n°041510257030005                 |
| 2  |       | Buste de V.I. Lénine                                          | régionale  | no 65a rue Sovetskaïa    | Inconnu              | 1989               | n°041510271430005                 |
| 3  |       | Mémorial « Personne n'est oublié, rien n'est oublié »         | régionale  | no 3b rue Pogranitchnaïa | 1975                 | 1989               | n°041510271450005                 |

## Transports
Koch-Agatch se trouve au kilomètre 890 sur le trajet de la R256 qui part de Novossibirsk et mène à la frontière mongole. Elle est appelée la « route de la Tchouïa » lorsqu'elle traverse l'Altaï.
Koch-Agatch possède un petit aérodrome qui reliait la localité à Gorno-Altaïsk et à Barnaoul, mais il n'est plus en activité.

## Pour approfondir